# ホテルシーラックパル
ホテルシーラックパル（Hotel SeaLuck PAL）は、乾物・贈答品の製造販売会社「シーラック株式会社」の関連会社である「シーラックパル株式会社」が日本で運営するホテルチェーン。

## 沿革
- 1990年4月 貸倉庫業として設立（資本金2,000万円）
- 1994年8月 資本金増資（4,500万円）
- 1999年12月 1号店ホテルシーラックパル焼津設立

## ホテル一覧
- ホテルシーラックパル焼津
- ホテルシーラックパル甲府
- ホテルシーラックパル宇都宮
- ホテルシーラックパル仙台
- ホテルシーラックパル水戸
- ホテルシーラックパル高崎
- ホテルシーラックパル郡山

## 関連会社
- シーラック株式会社